# Jeskola Buzz
Jeskola Buzzとは、Oskari Tammelinによって開発された、フリーウェアでありプロプライエタリの第三世代オーディオモジュールトラッカー、もしくミュージックシーケンサー、デジタル・オーディオ・ワークステーションである。
特徴として、プラグインシステムによる拡張性の高さ、マルチパターンシーケンスとモジュラーシンセサイザーを模したモジュラーマシーンビューによって音声信号の流れを視覚的に表現していることなどが挙げられる。
ダンス/クラブミュージックと相性が良いが、ユーザはクラシックからカントリー・ミュージックまで、あらゆるジャンルの音楽を作り出している。

## 概要
Jeskola Buzzは、プラグインをベースにしたMicrosoft Windows上で動作するプロプライエタリの音楽制作環境で、マルチトラックシーケンスによる作曲が特徴的なソフトウェアである。また、プラグインベースのため、多くの開発者が独自のプラグインを開発できるという利点がある。
一時、オリジナルのソースコードが失われたため、プログラム本体の発展性は見込めない状況にあったが、それにも関わらず多くのアプリケーションがクローンとしてBuzzのコンセプト、インターフェイス、フォーマットから影響をうけ派生している。
Buzzは、音声信号がプラグインからまた別のプラグインを自由に経由していくという構造をしており、それはマイクや楽器から入力された音声信号がケーブルを通ってエフェクタを経由し、スピーカーから出力されるまでを仮想スタジオとしてデスクトップに再現した、と言える。
音声信号の操作と合成は全面的にプラグインによって扱われる。Buzzではプラグインは「Machine」と呼ばれている。音声信号の合成は「Generators」と呼ばれるシンセサイザーやノイズジェネレーター、サンプラー、トラッカーによって行われる。そして、ディストーション、フィルタ、ディレイ、リバーブレーター、マスタリングエフェクトなどの「Effects」を経由して出力される。ピアマシーン（音声信号とイベントを自動化するコントローラ）、レコーダー、ウェーブテーブルエディタ、PythonやPerlでのスクリプティングエンジンなどの特殊なプラグインも用意されており、GeneratorsとEffectsとしてVST/VSTi、DirectX/DXプラグインをサポートしている。
また、Buzzは音声信号出力のオーディオエンジンにもプラグインシステムを使用している。最も実用的なドライバーにはASIO、DirectSound、及びMMEが含まれる。
BuzzはMIDI機能をサポートすることができる。MIDIクロック同期のような幾つかのMIDIの機能は制限されるか、ハックされたうえで使われる。
BuzzはBuzzを使用して作曲しているのミュージシャン達による大きなのコミュニティーと、プラグイン開発者達が作った数多くのMachinesによって成り立っている。
DirectXやVSTプラグインを開発するためにBuzzから離れた開発者もいたが、商用のDirectXかVSTプラグインをBuzzバージョンとしてもリリースしている開発者もいる。開発者の中にはBuzzから影響を受けて"Buzzクローン"を作成したものもいる。
GUIはC++を用いて.NET Frameworkで記述されている。

## 歴史
BuzzはOskari Tammelinによって製作された。Jeskola Buzzという名前の由来は彼が所属するデモグループJeskolaから来ている
Buzzは元々、1997～1998年の頃に初代"第三世代トラッカー"として知られていた。
開発者がプログラムのソースコードを失ったため、コアプログラム、Buzz.exeの開発は2000年8月5日に停止したがその間も幾つもの新しく、ユニークなアイディアが既存のプラグインインターフェイスを利用、改善して発展してきた。以来BuzzはプログラマーとCyanPhase Overloaderのようなアドオンの助けによって、トラッカーとしてのステレオタイプを越え、しばしばMax/MSP、Pure Data、Reaktor、Biduleのような似たようなの特徴を持つアプリケーションと比較されるほど強力なオーディオソフトウェアになっている。
2008年6月からOskariにより、古いバックアップファイルからのBuzz本体のアップデートが再開されインターフェイスや機能のアップデートが再開されている。

## ユーザインタフェース
Jeskola Buzzにおいては、以下の画面を行き来しながら楽曲を制作することになる。

### マシーンビュー

Jeskola Buzz のMachine View

モジュラーシンセサイザーを模した画面であり、楽器プラグイン（Generator）やエフェクタープラグイン（Effector）を呼び出して配線し、最終的にMasterマシンに接続することで音声出力を行う。配線するには中クリックによるドラッグかShiftキーによるドラッグでマシン間を接続する。音作りを行う工程を担当する。
この画面でmachineを呼び出すには、空白領域を左クリックでダブルクリックして検索ウィンドウを開くか、右クリックからmachineを/Jeskola Buzz/Gear/index.txtの記述によってソートされた中から選択して行うことになる。

### パターンビュー

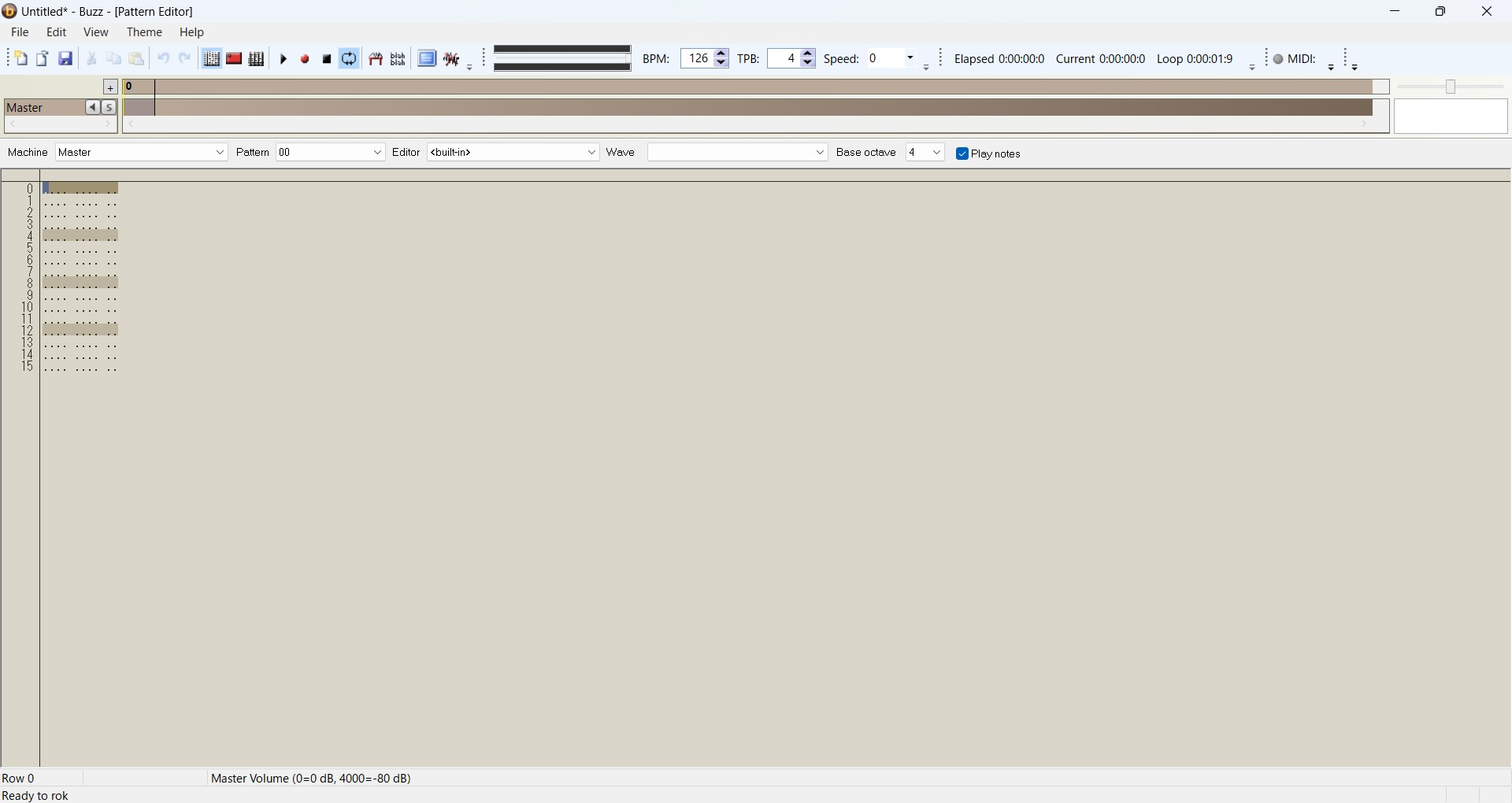
Jeskola BuzzのPattern View

楽節単位でのシーケンスもしくはパターンを編集する。楽節、部品単位でのメロディやドラムパターン、エフェクトワークなどを作成する。後述のウェイブテーブルビューで登録したサンプリング素材はここで用いることができる。
楽節単位でのシーケンスもしくはパターンを編集する。楽節、部品単位でのメロディやドラムパターン、エフェクトワークなどを作成する。後述のウェイブテーブルビューで登録したサンプリング素材はここで用いることができる。
Build 1200 - Friday, 12 March 2010 18:52:06 UTC より水平方向の時間軸による新しいシーケンスビューが追加された。

### シーケンスビュー

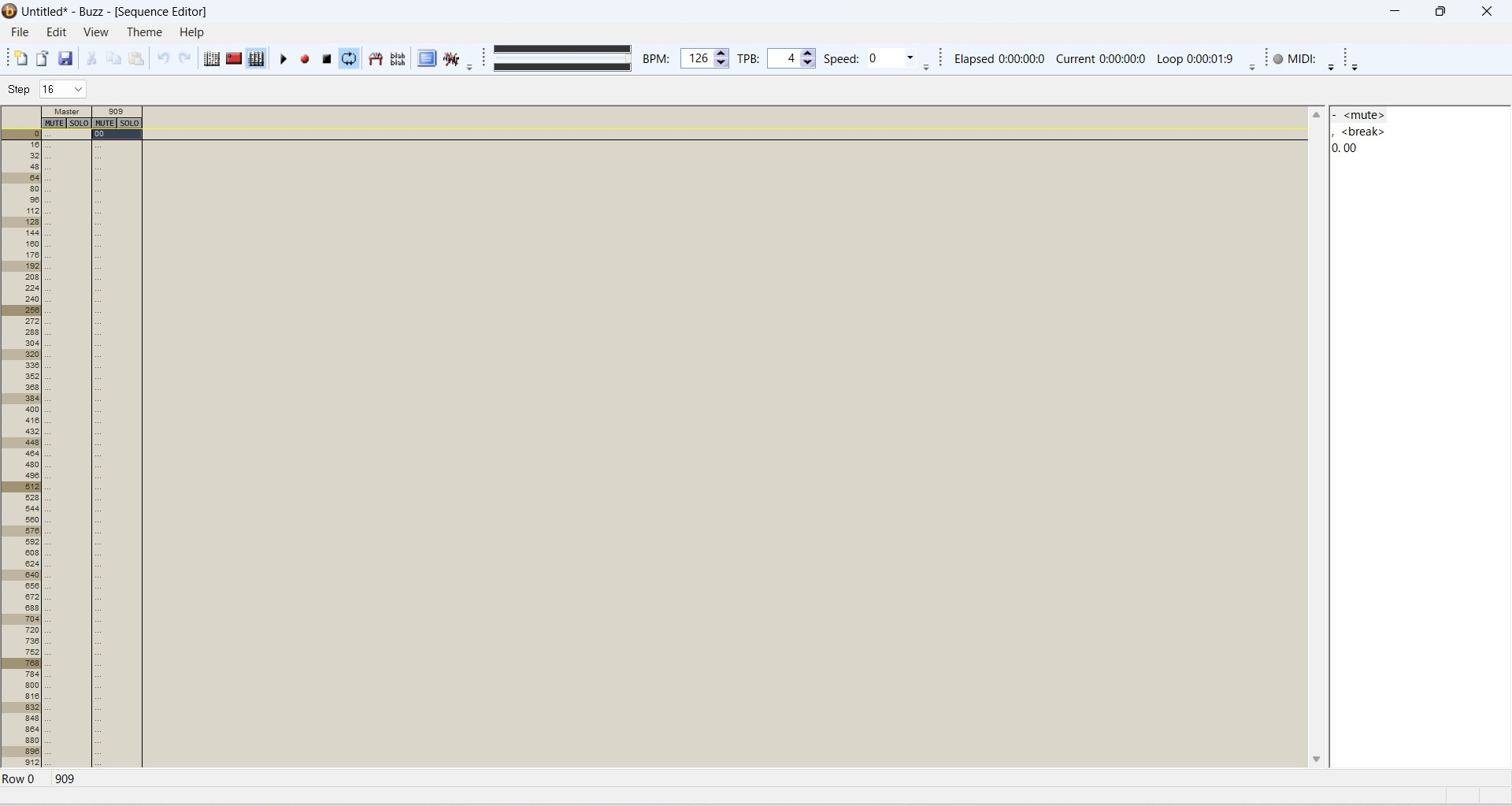
Jeskola BuzzのSequence View

パターンビューで作成したシーケンスもしくはパターンを組み合わせて編集する。楽節、部品単位を組み合わせることによって楽式を形成することになる。
垂直方向の時間軸の編集を行う。
主に数字キーによるキーボード押下によって、シーケンスもしくはパターンを入力する。

### ウェイブテーブルビュー

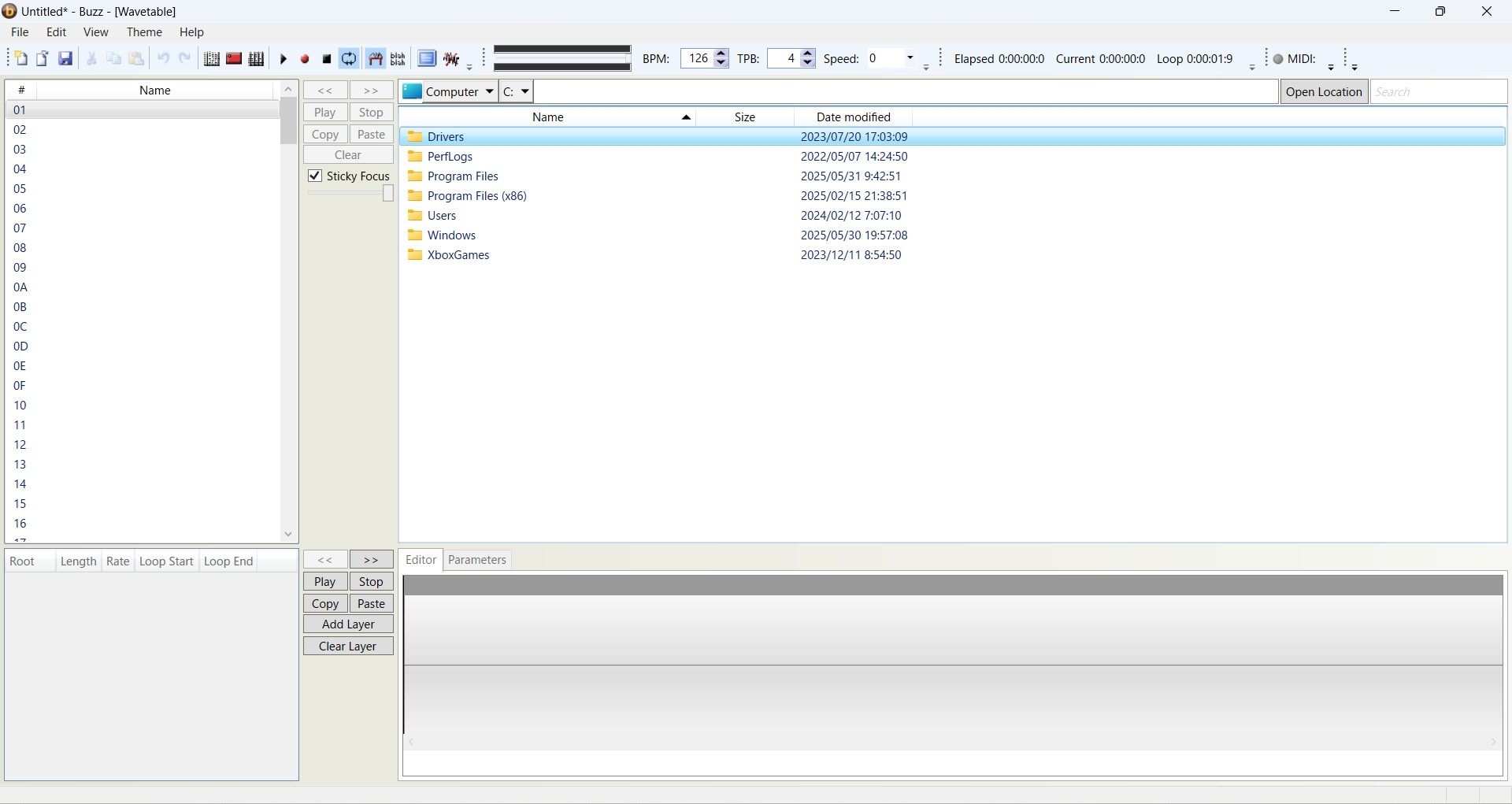
Jeskola BuzzのWavetable View

パターンビューで用いるサンプリング素材を読み込み登録する。組み込みオーディオエディターによってサンプリング素材を編集することができる。

### インフォメーションビュー

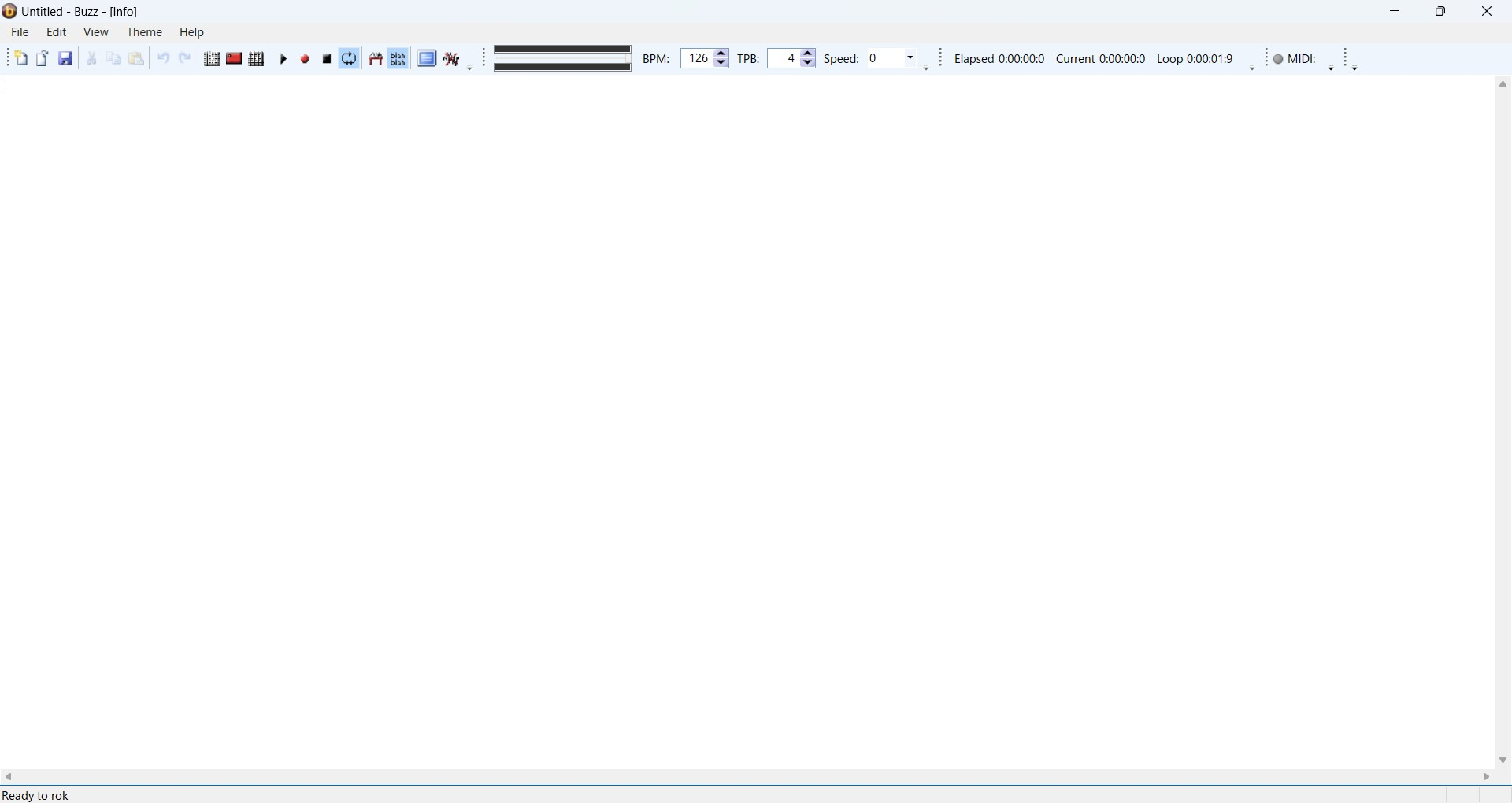
Jeskola BuzzのInfo View

楽曲のプロジェクトファイルの情報をプレーンテキストで記述・保存することができる。

## 機能

### 主な機能
- 32bit内部オーディオエンジン
- フルVSTサポート
- 同時マルチスレッディングサポート
- Midi転送規格サポート
- パワフルなマルチトラックインターフェース
- 垂直及び水平方向のシーケンスビュー
- オーディオドライバーによる音声信号出力にWaveOut、DirectSound、WASAPI、ASIOサポートと幾つものサンプリングレートサポート
- XAMLによるカスタマイズ可能なGUIテーマサポート
- 自動バックアップ機能

#### マシーンビューにおいて
- machine間でのパンニング設定
- machine間での+12dBまでのボリューム設定
- 複数のmachineのグループ選択（移動・切り取り・コピー・ペースト）
- 素早いmachine間のエフェクト接続
- テンポ、BPMの指定

#### HDDレコーダーにおいて
- 16bit及び24bit waveレコーディング
- 素早い”より早い"リアルタイムレンダリング
- 192kHz .wavサポート

#### ウェイブテーブルビューにおいて
- .wav、.aiff、.mp3、.ogg、.flac、.xiファイル形式サポート
- コピー&ペースト
- 波形のミュート
- 位相の反転
- ADSRによるエンベロープ
- サンプリング素材の周波数の最適化

#### ウェイブテーブルビューのオーディオエディターにおいて
- コピー/カット/ペースト
- フェードイン、フェードアウト
- 逆再生
- 選択範囲の無音処理
- 選択範囲のノーマライズ処理
- トリミング
- 位相反転
- ループ位置の設定（ノーマル/ピンポン）
- 選択範囲のウェイブテーブルへの新しい登録
- ホットキーをベースにしたSoundForgeへのマッピング
- 拡大縮小機能

## プラグインシステム
Buzzのプラグインシステムはフリーウェアのみのプラグインフォーマットとして設計されている。この原則ははJeskola XS-1（現在はフリーウェアになった）が有料であった期間を除いて、コミュニティ全体で守られている。
BuzzMachines.com(プラグインの情報を提供するポータルページ)、Buzz Plug-ins（Joachips氏によるリポジトリ）でこれまでにリリースされたほぼすべてのプラグインを見つけることができる。
新しいプラグインをコンパイルするのに使用されるBuzzlibとして知られるヘッダーファイルは、フリーウェアプラグインとBuzzファイルのミュージックプレーヤーによって使用されることという、小さい通知を含んでいるだけである。
Buzzプラグインシステムを使用したがっている全体のソフトウェアスイート、Buzzクローン、またはシーケンサの場合では作者は支払いを要求している。
2001年に、Image-Line社はFL StudioでBuzzプラグインをサポートしようという取引を持ち掛け、OskariはBuzzプラグインアダプターを提供した。
アプリケーションの商業局面が数人のフリーウェアプラグイン開発者に受け入れられなかったので、これはコミュニティの中で論争を巻き起こした。最終的にはImage-Line社が開発者達に選択権を与え解決した。

## 楽器プラグイン"machine"
主な"machine"と呼ばれる楽器プラグイン、エフェクタープラグインを紹介する。

### Generator

#### 加算式シンセサイザー
Jeskola Organ
オルガンの音色を生成する。

#### 減産式シンセサイザー
FSM Infector
スーパーソウ系の音色を出しやすい。特異な特徴として、人参型や玉ねぎ型の波形をオシレータに選択できる。
Ld PadSyn
パッド系の音色を出しやすい。フィルターの設定を切れば原始的な内蔵チップ音源の音色も出せる。

#### ベースラインシンセサイザー
HD(Hal-Dreamer) GARAGE
太くて持続的なシンセベースの音色を生成できる。
Jeskola Bass 3
TB-303の様な音色を生成できる。

#### 物理モデリングシンセサイザー
Bigyo EarthPlate
電子ピアノの音色を生成しやすい。
Geonik's Omega-1
ストリングスを撥弦したような、弾いた音色を生成する。
HD(Hal-Dreamer) Just Guiter
アコースティックギターかアコースティックベースの音色を生成する。

#### ドラムマシン
Rout's 808
TR-808のサンプリング素材を鳴らせる。
Rout's 909
TR-909のサンプリング素材を鳴らせる。
7900s Pearl Drum
パール楽器製造のドラムのサンプリング素材を鳴らせる。

#### キックジェネレーター
FSM Kick XP
TR-909のキックの音色から、ロッテルダムテクノで用いられるガバキックまで幅広く生成できる。
Sgorpi Clap
ハンドクラップ、拍手の音色を生成できる。

#### 内臓チップ音源エミュレータ
Kazuya GB-Sound
ゲームボーイの音色を生成する。

### Effector

#### ダイナミクス
Automaton Compressor MkⅡ
幅広い設定範囲を持つコンプレッサー。
Joachims Compresstor
設定範囲こそ狭いが、GUIとして圧縮度合いを視認できるウィンドウを開ける。

#### イコライザー
Automaton EQ-10
１０バンドで音域帯を調整できる。

#### フィルター
Joachims Mercury Filter
シャリシャリとした聴感を与えるオートフィルター。

#### ギャッパー
Savage Gap
断続的な音の空隙を音色に加えることで疾走感を与える。

#### マスタリング
Joachims Limitter
音が大きすぎないよう抑えるリミッター。かつてはこれらのリミッターが無ければ安定してBuzzは運用できなかった。

#### コーラス/フランジャー/フェイザー
FSM PhatMan
ドップラー効果のような、シュワシュワとした聴感を与えることができる。
Rymix FlaserBox
コーラス、フランジャー、フェイザーを組み合わせた複合エフェクター。冷たい聴感を与えやすい。

#### ディレイ
FSM PanzerDelay
入力された音色を遅延させ発声させることで空間を感じさせる。

#### リバーブレーター
LarsHa FunkyVerb
近距離の表現力が主に強い。
HD HALYVerb
遠距離の表現が主に強く、ディレイのパラメータが多い。
SonicVerb
非常に遠距離の表現が強く、アンビエント系の聴感を与えるのに向いている。

#### VST(i)ローダー
Polac VST(i) Loader
幅広くVST(i)に対応できるローダー。machineも読める。

#### サンプラー
Jeskola XS-1
Oskari氏が直々に開発したサウンドフォントローダー。
SufSurf Matilde Tracker 3
多種多様なエフェクトコマンドを持った内部トラッカー。

## クローン
幾つかのアプリケーションがBuzzのフォーマットやインターフェイス、コンセプトに影響され開発されている。それらのアプリケーションはどの程度Buzzのオリジナルプログラムに近いかによって、コミュニティに"Buzz クローン"もしくは"中レベルのモジュラー"プログラムと呼ばれている。
また、開発者がBuzzシーンとの密な結びつきを持っているので、これらのアプリケーションは"Buzzクローン"であると考えられるかもしれない。
どこまでBuzzから離れたアプリケーションを"Buzz クローン"とみなすべきか、様々なフォーラムで議論されている。というのも、いくつかのアプリケーションはオリジナルのプラグインシステムとドキュメントモデル(すなわち、モジュラーマシーンビュー、シーケンサ、パターン、およびウェーブテーブル)との完全な互換性を試みているが、他のアプリケーションは"中レベルのモジュラー"というコンセプトを借りただけでプラグインやドキュメントの互換性を所持していないからである。
ユーザーインタフェースと既存のファイルフォーマットの両方で高い互換性がある"Buzz クローン"の好例としてBuze'、Buzzle、Buzztard、BuzzRMXがあげられる。
NakalyneなどのいくつかのBuzzクローンはプラグインシステムにユーザーインターフェースを取り込もうというアイデアで開発されている。他のプロジェクトはLinuxなどのほかのプラットフォーム上でBuzzのような機能性をもたらす事を目指している。例えば、BuzztardはLinuxで実行されるフリーソフトウェアライセンスの下で、Buzzのような環境を再構築する取り組みである。
BuzzWikiのBuzzクローン記事で、Buzzクローンの多様性についての主観的な格付けのリストがある。また、Buzztardのウェブページの関連ソフトウェアパッケージの記事で同様のリストを見つけることができる。

## 著名なユーザー
- Andrew Sega
- Hunz
- ジェイムス・ホールデン
- Lackluster
- Oliver Lieb
- Field
- Simon Viklund

## Buzzクローン

### 完全な互換性を持つBuzzクローン
- Buze
- Buzztard
- Buzzle
- BuzzRMX

### 中レベルのモジュラーマシーンシーケンサー
- AeroStudio
- Aldrin
- Aodix
- Beast/BSE
- BeRoTracker
- DarkWave Studio
- Nakalyne
- Neil
- Psycle
- Qpsycle
- Violet Composer

### 中レベルのモジュラーマシーン環境
- Console
- KarmaFX

## 関連ソフトウェア
- Bidule
- Maize Studio
- Max/MSP
- MU.LAB
- Reaktor
- Reason
- SynthEdit
- SynthMaker
- Pure Data